# Gastronomía criolla de Luisiana

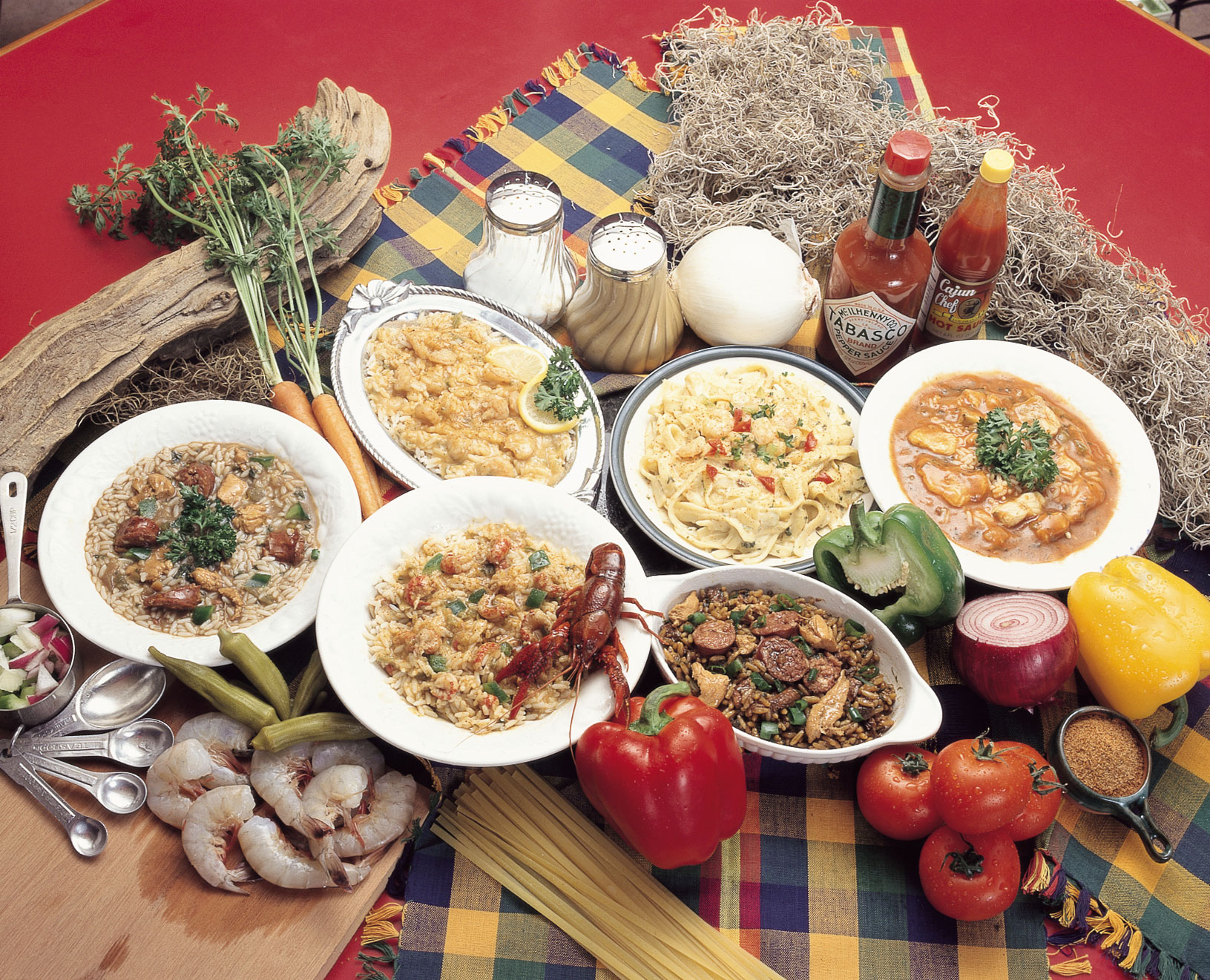
Platos típicos de la cocina criolla.

La gastronomía criolla de Luisiana es un estilo de cocina originario de Luisiana (centrado en la zona de  Nueva Orleans) que mezcla influencias francesas, españolas, caribeñas, africanas y estadounidenses. También incluye rasgos distintivos de la cocina italiana. 

## Características
Es vagamente parecida a la gastronomía cajún por los ingredientes (como la santísima trinidad), pero con la importante distinción de que la cocina cajún surgió de la tradición francesa más rústica y provinciana adaptada por los acadianos a los ingredientes de la región, mientras que la cocina de los criollos de Luisiana tendieron más hacia estilos europeos clásicos adaptados a los alimentos locales. Hablando en general, la influencia francesa en la cocina cajún procede de diversas cocinas francesas de regiones agricultoras, mientras la cocina criolla evolucionó en las casas de aristócratas adinerados, o de quienes imitaban su modo de vida. Aunque en la actualidad la cocina criolla está estrechamente identificada con la cultura de Nueva Orleans, gran parte de ella procede de las plantaciones de los estados a los que eran tan afines los criollos de antes de la Guerra Civil. (A pesar de sus raíces aristocráticas francesas, la cocina criolla no incluye el garde manger ni otros estilos extremadamente fastuosos de la cocina parisina clásica.)
La influencia española, especialmente canaria, sobre la cocina criolla está presente en el uso de pimientos, en el amplio uso de zumo de cítricos en las marinadas, en la gran importancia del arroz y en la introducción de las judías. Los españoles hacían un gran uso del tomate, ingrediente que no había sido frecuente en la época francesa anterior. La pasta y las salsas de tomate llegaron durante la época en la que Nueva Orleans fue destino de la inmigración italiana y griega (aproximadamente entre 1815 y 1925). Muchos italianos se hicieron tenderos, panaderos, fabricantes de queso y horticultores, e influyeron así sobre la cocina criolla de Nueva Orleans y alrededores. Las influencias africana e indias, que fueron importantes, se debieron a que muchos de los sirvientes eran afroamericanos o asiáticos, como muchos de los cocineros de restaurantes y cafeterías.
Los primeros libros de cocina criolla franceses y españoles, datan de la época anterior a la compra de la Luisiana. El primer libro de cocina criolla en inglés fue La Cuisine Creole: A Collection of Culinary Recipes, From Leading Chefs and Noted Creole Housewives, Who Have Made New Orleans Famous For Its Cuisine (‘La cocina criolla: una colección de recetas culinarias de importantes cocineros y renombradas amas de casa criollas, que han hecho a Nueva Orleans famosa por su cocina’), escrito por Lafcadio Hearn y publicado en 1885.
En esta época, la cocina criolla ya era un estilo regional identificable y reconocido fuera de Luisiana: por ejemplo, un menú de 1882 de un hotel de Florida actualmente en la Biblioteca Pública de Nueva York incluía Chicken Saute, á la Creole (‘pollo salteado a la criolla’).
En los años 80, la gastronomía cajún retomó fuerza, estimulada por el popular cocinero Paul Prudhomme. Tuvo como consecuencia el interés más allá de las fronteras del estado por la gastronomía cajún, y muchos turistas fueron a Nueva Orleans esperando hallar cocina cajún allí (sin saber que la ciudad estaba cultural y geográficamente separada de la Acadiana), por lo que diversos emprendedores abrieron o reformaron restaurantes para cubrir esta demanda.
Con el auge de la cocina sureña estadounidense en los años 1980, empezó a surgir una nueva cocina criolla (Nouvelle Creole). Este movimiento se caracteriza en parte por el renovado énfasis en los ingredientes frescos y las recetas más ligeras, y en parte por la influencia de otras tradiciones culinarias, incluyendo la cajún, la del sur y suroeste de Estados Unidos, y en menor medida por la del sureste asiático. Mientras la moda de la comida cajún terminó pasando, la nueva cocina criolla ha seguido siendo una fuerza predominante en la mayoría de los principales restaurantes de Nueva Orleans.

## Platos clásicos

### Entrantes
- Cangrejo ravigote
- Ostras Bienville
- Brochetas de ostras
- Ostras Rockefeller
- Remoulade de gamba

### Sopas
- Bisque de cangrejo de río
- Gumbo
- Bisque de ostra y alcachofa
- Sopa de tortuga
- Sopa de rabo de buey

### Platos principales
- Étouffée de cangrejo de río
- Jambalaya
- Fettuccine de cangrejo de río
- Pompano en papillote
- Red beans and rice (‘judías rojas y arroz’)
- Gamba criolla
- Pollo criollo
- Trout meunière amandine (trucha a la meunière)
- Salsa piquante
- Pimientos rellenos
- Salmón ennegrecido
- Mirliton
- Pollo asado criollo

Pollos * Bisque de gamba
- Quiche
- Costillas o filetes de cerdo smothered
- Ensalada de patata

### Acompañamientos
- Maque choux
- Judías rojas
- Arroz sucio
- Judías verdes con patatas

### Postres
- Bananas Foster
- Budín de pan
- Beignets
- King´s Cake (Roscón de Reyes)
- Doberge cake
- Pralines
- Pastel de pacanas
- Budín de plátano
- Cobbler de melocotón
- Cobbler de zarzamora

### Bebidas
- Café Brûlot
- Café au lait (café con leche)
- Ramos Gin Fizz
- Sazerac

### Desayunos
- Calas
- Huevos Sardou
- Grits and grillades
- Pain perdu (Torrija)

### Restaurantes criollos famosos en Nueva Orleans
- Antoine's
- Arnaud's
- Brennan's
- Commander's Palace
- The Court of Two Sisters
- Leah Chase
- Galatoire's

### Restaurantes Cajún famosos en México
- Hank's New Orleans Cafe & Oyster Bar